# 主教冠峰
麦特尔峰，意为主教冠峰（Mitre Peak）是新西兰南岛西南部的一座山峰，位于峡湾国家公园，直接耸立在米尔福德峡湾的海岸，垂直上升达5,560英尺（1,690）。它是该国最上镜的山峰之一。
麦特尔峰的名称源于其类似基督教主教冠的独特形状。
麦特尔峰是世界遗产蒂瓦希波乌纳穆地区（Te Wahipounamu）的一部分。
通往米尔福德峡湾的唯一通道94号国道是新西兰风景最优美的道路之一。
麦特尔峰非常难于攀登，登顶人数很少。第一次尝试是在1883年，但由于恶劣天气而中止。1911年3月13日J R 丹尼斯托恩成功登顶。